# (14258) Katrinaminck
(14258) Katrinaminck (2000 AM116) – planetoida z pasa głównego asteroid okrążająca Słońce w ciągu 3,53 lat w średniej odległości 2,32 j.a. Odkryta 5 stycznia 2000 roku.